# Ermitage de Santa Maria della Stella
L' Ermitage de Santa Maria della Stella ou Sanctuaire de Santa Maria della Stella (en italien : Eremo di Santa Maria della Stella) est un ermitage italien, situé dans une grotte naturelle à Pazzano (ville métropolitaine de Reggio de Calabre), en Calabre sur le Monte Stella en Italie.

## Historique
Le premier document sur l'ermitage est le Codex grec 598 de Paris, contenant les œuvres de saint Éphrem le Syriaque, et composé par le moine Michel.
Par la suite, avec les raids sarrasins, Christodoulos de Patmos, qui était l'higoumène de l'ermitage, s'enfuit à Patmos. Avec la fin de l'invasion sarrasine, Paolo, successeur de Cristodoulos, revint à Stilo en rapportant de nombreux manuscrits qui faisaient partie de la bibliothèque de Santa Maria. 

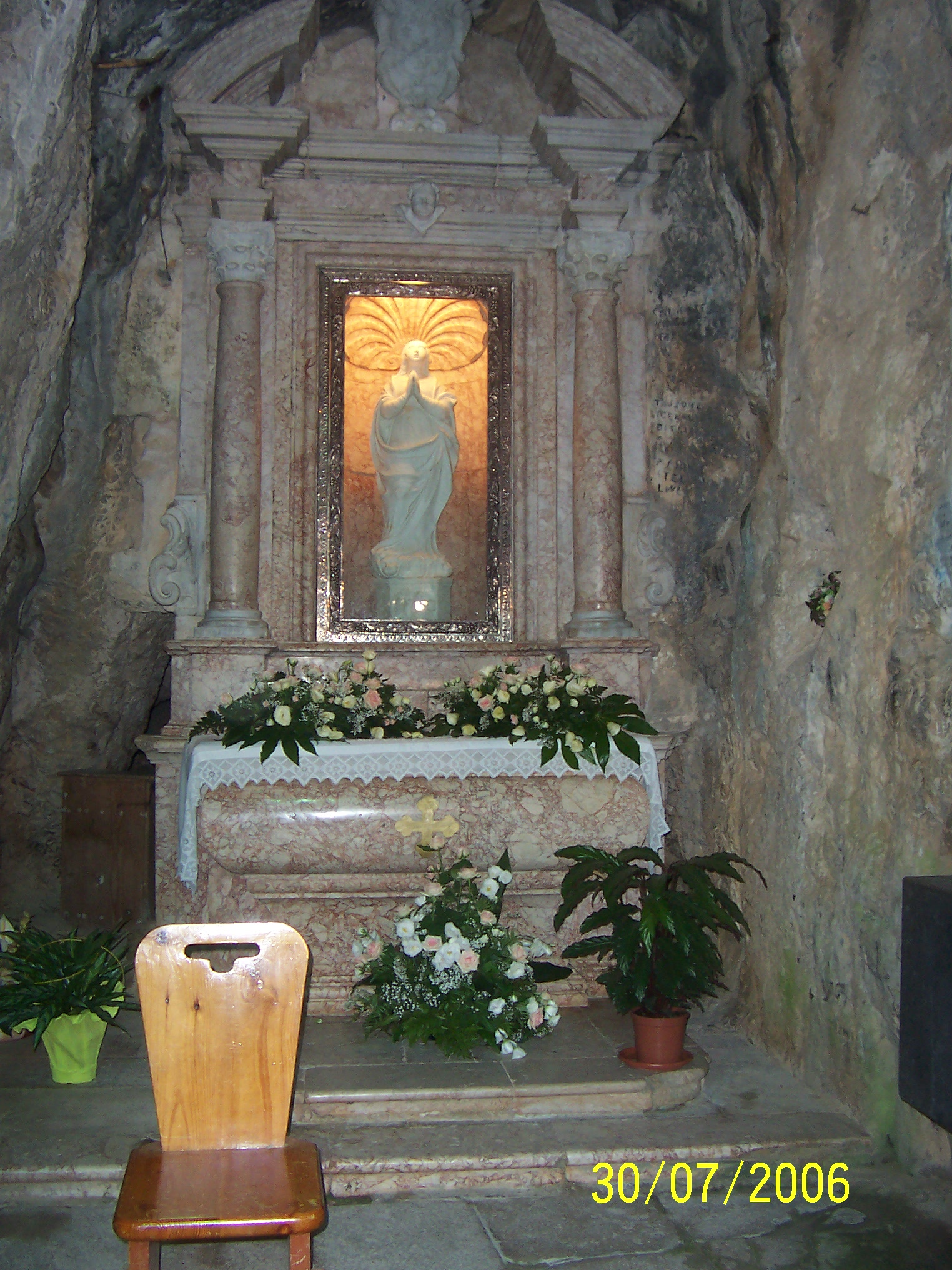
La Madonna di Monte Stella.

À partir de 1096, pendant la période normande, l'ermitage de Santa Maria devint un monastère mineur, comme le montre un document du comte Roger Ier de Sicile, qui céda l'abbaye de San Giovanni Theresti de Bivongi à l'évêque de Squillace, Giovanni Niceforo, ainsi que l'abbaye de San Leonte, l'église de San Nicola et Santa Maria della Stella.
En 1522, le monastère devint un sanctuaire et pour la première fois la statue de la Madonna della Stella ou Madonna della Scala y fut placée. On pensait qu'elle était du sculpteur Giacomo Gagini (it), mais de nouvelles études rapportent avec certitude qu'elle a été sculptée par le Sicilien Rinaldo Bonanno en raison de la similitude avec ses autres œuvres.
Au fil des années, l'ermitage de l'Église orthodoxe est devenu un sanctuaire de l'Église catholique, et les anciennes icônes byzantines ont été abandonnées, et n'ont jamais été récupérées à ce jour, au profit de la statue de la Madonna della Stella.
Au XVe siècle, le sanctuaire devint indépendant de San Giovanni Theresti et les Basiliens (Grancia de la congrégation de saint Basile) abandonnèrent l'ermitage (1670), même s'il resta sous l'ordre de San Basilio jusqu'en 1946. 
En 1691, il a été décrit dans le paragraphe XVIII de l'Annexe III : Della Calabria illustrata (it) illustrées par Giovanni Fiore da Cropani.
En 1965, Don Mario Squillace, curé de Pazzano, a écrit un livre entièrement dédié à l'ermitage : L'eremo di S. Maria della Stella Stella et en 1998 dans le recueil de poésie A terra mia de Giuseppe Coniglio lui a dédié un poème.

## Fête
Le 15 août de chaque année, un pèlerinage est effectué au sanctuaire troglodytique de la Madonna della stella et célèbre l'Assomption de la Madone qui rappelle la fête de la Dormitio Virginis byzantine.

## Galerie

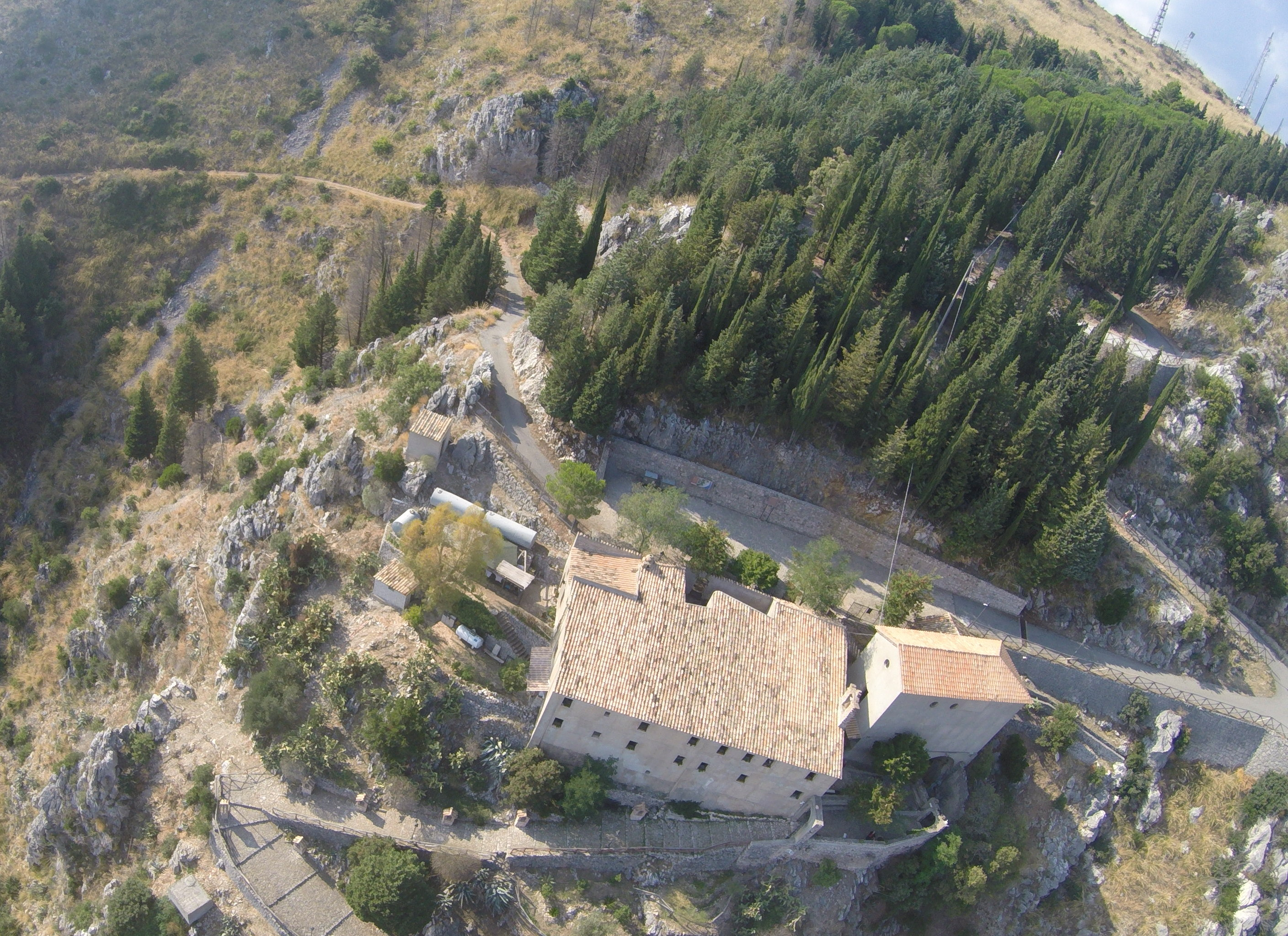
Monastère de Monte Stella.
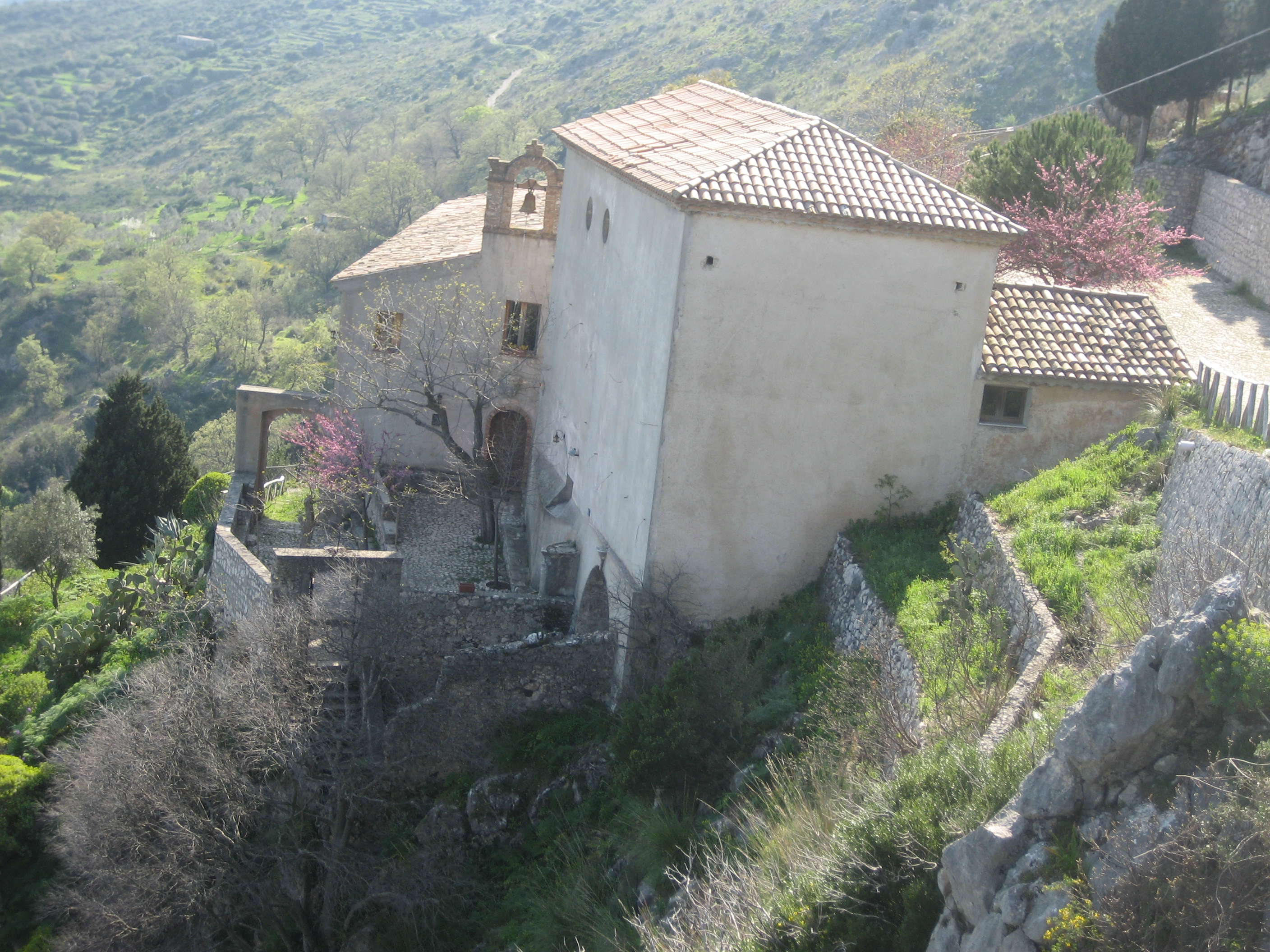
Couvent de Monte Stella.